# جينيفر بي. كوفمان
جينيفر بي. كوفمان (بالإنجليزية: Jennifer B. Coffman)‏ هي قاضية ومحامية أمريكية، ولدت في 8 يناير 1948 في يونيون سيتي في الولايات المتحدة.